# Wolfgang Bechtoldt
Wolfgang Bechtoldt (* 4. März 1922 in Frankfurt am Main; † 1. Oktober 1986 ebenda) war ein deutscher Mediziner und Facharzt für Orthopädie. Zudem war er Präsident der hessischen Landesärztekammer.

## Leben
Bechtoldt studierte von 1940 bis 1948 Medizin, legte 1948 legte sein Staatsexamen ab und promovierte 1951 mit der Dissertation Ueber den Einfluss von Follikelhormon auf die Frauenmilch an der Universität Frankfurt am Main. Seine Ärztliche Weiterbildung absolvierte er an den Universitätskliniken Frankfurt und Genf. 1955 qualifizierte er sich zum Facharzt für Orthopädie. 1958 wurde er zum Oberarzt und 1959 zum Leiter der Poliklinik an der Orthopädischen Universitätsklinik Friedrichsheim in Frankfurt am Main ernannt.
Seit 1965 war er Chefarzt der Orthopädischen Klinik und zentralen physikalischen Therapieabteilung des Städtischen Krankenhauses Frankfurt-Höchst sowie Leiter der Lehranstalten für Krankengymnastik, Beschäftigungstherapie und Massage.
Bechtoldt lebte in Frankfurt am Main und war vielfältig ehrenamtlich engagiert.

## Ehrenamt
- 1957 bis 1986: Mitglied im Vorstand des Marburger Bundes – Landesverband Hessen
- 1961 bis 1961: Mitglied in der Vertreterversammlung und im Vorstand der Kassenärztlichen Vereinigung Hessen
- 1961 bis 1973: 1. Vorsitzender des Marburger Bundes – Landesverband Hessen
- 1961 bis 1979: Mitglied im Bundesvorstand des Marburger Bundes
- 1964 bis 1968: Mitglied im Präsidium der Landesärztekammer Hessen
- 1968 bis 1973: Vizepräsident der Landesärztekammer Hessen
- 1969 bis 1986: Präsident der Europäischen Vereinigung der angestellten und beamteten Ärzte (FEMS – Fédération Européenne des Médecins Salariés)
- 1973 bis 1986: Präsident der Landesärztekammer Hessen
- 1973 bis 1986: Mitglied im Vorstand der Bundesärztekammer
- 1977 bis 1986: Vorsitzender der Deutschen Akademie der Fachärzte der Bundesärztekammer
- 1979 bis 1986: Präsident der Europäischen Akademie für ärztliche Fortbildung

## Ehrungen
- 1977 Ehrenmitglied des Marburger Bundes – Landesverband Hessen
- 1982 Ehrenplakette der Stadt Frankfurt am Main
- 1982 Ernst-von-Bergmann-Plakette
- 1982 Bundesverdienstkreuz 1. Klasse
- 1982 Heine-Hessing-Medaille des Bundes-Innungsverbandes für Orthopädie-Technik
- 1987 Ehrenplakette der Landesärztekammer Hessen in Gold (posthum)